# 博伊西縣
博伊西縣（英語：Boise County）是美国爱达荷州西部的一個郡，面積4,938平方公里。根據2020年美國人口普查，共有人口7,610人。縣治愛達荷城（Idaho City）。該縣成立於1864年2月4日，縣名來自博伊西河（意思是森林地）。